# Liste der Michigan State Historic Sites im Shiawassee County

Lage des Shiawassee Countys in Michigan

Diese Liste der Michigan State Historic Sites im Shiawassee County nennt alle als Michigan State Historic Site eingestuften historischen Stätten im Shiawassee County im US-Bundesstaat Michigan. Die mit † markierten Stätten sind gleichzeitig im National Register of Historic Places eingetragen.
| Name                                              | Bild | Lage                                                                                 | Ort                | Eintrag seit  |
| ------------------------------------------------- | ---- | ------------------------------------------------------------------------------------ | ------------------ | ------------- |
| Byron Cemetery                                    |      | Hamilton und Water Street                                                            | Burns Township     | 29. Feb. 1996 |
| Byron Informational Designation                   |      | Byron Area School, 312 West Maple Street                                             | Byron              | 26. Juli 1974 |
| Charles H. Calkins House†                         |      | 127 East First Street                                                                | Perry              | 7. Feb. 1977  |
| Capitol Theatre                                   |      | 122-124 East Main Street                                                             | Owosso             | 5. Dez. 1986  |
| Frederick Chavannes House                         |      | 12454 M-52                                                                           | Perry              | 5. Dez. 1996  |
| Coal Creek Vein Informational Site                |      | M-21, östlich der State Road in der Nähe der Michigan Brick Company                  | bei Corunna        | 23. Okt. 1987 |
| Elias Comstock Cabin†                             |      | Curwood Castle Drive und John Street                                                 | Owosso             | 18. Jan. 1980 |
| Congregational Church of Perry                    |      | 130 E Second Street                                                                  | Perry              | 10. Feb. 1983 |
| Corunna Public School                             |      | 106 South Shiawassee Street, südlich der State Street                                | Corunna            | 25. Apr. 1988 |
| Curwood Castle†                                   |      | 224 John Street                                                                      | Owosso             | 24. Apr. 1970 |
| Thomas E. Dewey Boyhood Home                      |      | 421 West Oliver                                                                      | Owosso             | 10. Dez. 1971 |
| Birthplace of Thomas Edmund Dewey (abgerissen)    |      | 313 West Main Street                                                                 | Owosso             | 11. Feb. 1972 |
| First Congregational Church                       |      | 327 Washington                                                                       | Owosso             | 17. Jan. 1991 |
| First Congregational Church                       |      | 401 E Grand River                                                                    | Laingsburg         | 15. März 1990 |
| First National Bank of Corunna                    |      | 201 North Shiawassee Street, nordwestliche Ecke der Kreuzung mit der McArthur Street | Corunna            | 29. Apr. 1982 |
| Herman C. Frieseke House†                         |      | 654 North Water Street                                                               | Owosso             | 10. Juni 1987 |
| Julius Frieseke House†                            |      | 529 Corunna Avenue                                                                   | Owosso             | 23. Apr. 1985 |
| Grand Trunk Railroad Durand Depot†                |      | 200 Railroad Street                                                                  | Durand             | 6. Nov. 1970  |
| John N. Ingersoll House†                          |      | 570 West Corunna Avenue                                                              | Corunna            | 11. Feb. 1972 |
| Judd's Corners Informational Designation          |      | 9000 Juddville Road, südöstliche Ecke der Kreuzung mit der Durand Road               | Corunna            | 15. Juni 1992 |
| Knaggs Bridge Area Informational Site             |      | Cole Road, 5 km südöstlich von Bancroft                                              | Bancroft           | 11. Apr. 1963 |
| Knights Templar Special Informational Designation |      | Iron Horse Park, 205 West Clinton                                                    | Durand             | 8. Mai 1986   |
| Maple River Area                                  |      | 540-1151 East Bennington und 5210 Colby Road                                         | bei Owosso         | 4. Apr. 1978  |
| Martin Road Bridge†                               |      | Querung der Martin Road über den Shiawassee River                                    | Caledonia Township | 21. Juni 1990 |
| Hugh McCurdy Park Informational Site              |      | Corunna Ave an der Emma Avenue                                                       | Corunna            | 15. März 1990 |
| Methodist Episcopal Church                        |      | 101 South Beach Street                                                               | Bancroft           | 21. Apr. 1980 |
| Methodist Episcopal Church (abgebrannt)           |      | 7495 Orchard                                                                         | New Lothrop        | 7. Sep. 1989  |
| Governor Andrew Parsons House                     |      | 318 McNeil Street                                                                    | Corunna            | 27. Juni 1969 |
| Old Perry Centre Informational Designation        |      | M-52 an der Kreuzung mit der Ellsworth Road                                          | Perry              | 19. März 1987 |
| Perry District No. 4 School                       |      | Roselawn Cemetery, 1864 W. Ellsworth Rd, östlich der Delaney Road                    | Perry              | 23. Jan. 1992 |
| Saint Mary’s Church Informational Designation     |      | 505-517 Main Street                                                                  | Morrice            | 24. Sep. 1992 |
| Shiawassee Conservation Association Clubhouse     |      | 4247 North M-52                                                                      | Owosso             | 26. Sep. 1987 |
| Shiawassee County Courthouse†                     |      | 218 N Shiawassee Avenue (M-71)                                                       | Corunna            | 14. Nov. 1974 |
| South Side School                                 |      | nordöstliche Ecke der Kreuzung von Oak und Perry Street                              | Durand             | 26. Juli 1978 |
| Ellen May Tower Informational Designation         |      | Byron Sesquicentennial Park, 325 Maple Avenue                                        | Byron              | 19. Jan. 1989 |
| Andrew J. Van Riper House                         |      | 7480 West Beard Road                                                                 | bei Perry          | 22. Jan. 1987 |